# عبد الله بن حمود الطريقي
عبد الله بن حمود الطريقي (19 مارس 1919 – 7 سبتمبر 1997) المعروف أيضا باسم الشيخ الأحمر، سياسي سعودي ومسؤول حكومي كان أول وزير نفط سعودي يعينه الملك سعود، وشارك في تأسيس منظمة الدول المصدرة للنفط (أوبك) مع الوزير خوان بابلو بيريز الفونسو.
«نفط العرب للعرب» مقولة اشتهر بها، وكان يقصد بها زيادة التجارة البينية العربية واستغلال اليد العاملة العربية. أسماه البعض «البترولي الفقير»، «الوفي الأمين»، كناية عن نزاهته.

## نشأته
ولد في مدينة الزلفي في سنة 1918 التي يسميها أهل نجد سنة الجدري أو سنة الرحمة، والدته هي لولوة بنت أحمد العبد الكريم. تعلم على يد مطوع الزلفي الشهير ابن عمر (محمد بن عمر آل رحمه) مبادئ القراءة والكتابة وقراءة القرآن، كما هو معتاد آنذاك. ثم انتقل إلى الكويت مع والده عام 1924 وعمره ست سنوات، وأكمل دراسته النظامية هناك، ثم ما لبث حتى انتقل إلى الهند، وهناك التقى بعبد الله المحمد الفوزان، وكان شيخ تجار العرب في الهند، والذي اقترح عليه الذهاب في بعثة دراسية خارجية، وتوسّط له في إنجازها، فكانت القاهرة، محطته التالية.

## مراحل الدراسة
في العام 1933 كان الطريقي قد انتظم في الثانوية الخديوية ثم في ثانوية حلوان، وفيها تخرج وانتقل للدراسة في كلية العلوم بجامعة الملك فؤاد (القاهرة حاليا) متخصصا في الكيمياء، ليتخرّج منها في العام 1945، وقد ترك خلفه سيرة حسنة، ومسيرة مشرّفة أثناء دراسته الجامعية. انتقل بعدها إلى الولايات المتحدة الأمريكية، لإكمال الماجستير، وحصل من جامعة تكساس على درجة الماجستير في الجيولوجيا (مع تخصص فرعي في هندسة البترول) وكانت رسالته عن «جيولوجيا المملكة العربية السعودية» وكان ذلك بعد عامين من ابتعاثه. وعاد من هناك إلى وطنه بعد أن تزوج في المرة الأولى من امرأة أمريكية أنجبت له بكره (صخر). بعد عودته من أمريكا عمل الطريقي في وزارة المالية.

## إنجازاته

الطريقي مع توماس بارجر عند افتتاح معمل حقن الغاز في عين دار، فبراير 1959

في 20 مايو 1959 تم تعيين أول سعوديين في مجلس إدارة ارامكو، حافظ وهبة وعبد الله الطريقي

- إنشاء منظمة أوبك: في تصريح للشيخ الطريقي لصحيفة نيويورك تايمز عن سبب تأسيس منظمة أوبيك، قال: نحن أبناء الهنود الحمر الذين باعوا مانهاتن، ونريد تغيير الصفقة وكان يقصد – بدهاء – نقد سياسات أمريكا الظالمة وسلبها لثروات الشعوب مثلما قام حاكم مستعمرة «نيو نذرلاند» الأمريكية بيتر مينوت بشراء جزيرة مانهاتن عام 1626 من زعيم قبيلة هنود حمر تقيم فيها تسمى «لينيب» بخدعة خسيسة وبثمن بخس (هو مبلغ 60 غيلدر هولندي فقط - آنذاك أي ما يعادل حالياً 1000 دولار).
- كان عبد الله الطريقي وحافظ وهبة هما أول سعوديين يعينان في مجلس إدارة أرامكو عام 1959.
- طالب بعدم حرق الغاز الطبيعي من آبار النفط لأنها طاقة يمكن استخدامها.
- استرد خلال ترأسه لأرامكو - حينما كانت مجمع من الشركات الأمريكية - نصف ميزانية الدولة وعمل على إلغاء الامتيازات وزيادة حصة الدولة فيها.
- أرسى قواعد المحاصصة وإشراك الجانب الوطني في العمل البترولي والذي كان سبباً في إثراء الدولة.
- حينما كان مستشارا لدولة الكويت جنبها التوقيع على تنفيق الاتاوات في اتفاقيات النفط مما له أثر بالغ في الاقتصاد الكويتي.
- له عدة مؤلفات ومقالات وأوراق مجموعة في كتاب «عبد الله الطريقي الأعمال الكاملة».
- أحد مؤسسي مركز دراسات الوحدة العربية.

## تخليدا لذكراه
- له جائزة يشرف عليها مركز دراسات الوحدة العربية وتمنح مرة كل عامين لشخصية عربية طبيعية أو اعتبارية تتويجا لعمل محدد ومواقف معينة عبر فترة ممتدة من الزمن في مجال النفط والتنمية العربية. قيمة الجائزة خمسة وعشرون ألف دولار أمريكي ويتم الترشيح للجائزة عن طريق المؤسسات في الأقطار العربية مثل الجامعات ومراكز الدراسات والجمعيات العلمية ومنظمات العمل العربي والاتحادات والمنظمات المهنية والأهلية.

## صدر عنه
- كتاب عبد الله الطريقي - صخور النفط ورمال السياسة، تأليف محمد بن عبد الله السيف، دار رياض الريس للكتب والنشر، بيروت، الطبعة الأولى، مارس 2007.[4]
- عبد الله الطريقي: مؤسس الأوبك، والمُمهد لسعودة أرامكو، تأليف: محمد القشعمي، مؤسسة الانتشار العربي، 2015.[5]
- عبد الله الطريقي (1337-1418) قراءة تحليلية في فكره وسلوكه، تأليف: عبد الله بن إبراهيم الطريقي، دار الثلوثية، 2022.[6]

## وفاته
توفي عبد الله الطريقي في مدينة القاهرة بتاريخ 7 سبتمبر 1997 عن عمر 78. ودفن في الرياض بمقبرة النسيم.

## الجوائز
- نيشان فرانشيسكو دي ميراندا، 1960، فنزويلا.[9]